# Carlos Zíngaro
Carlos Alves conosciuto come Carlos Zíngaro (Lisbona, 15 dicembre 1948) è un violinista portoghese.
È anche illustratore e autore di fumetti. Inizia a studiare musica a 4 anni ed è stato uno dei membri fondatori del gruppo Plexus nel 1967. Nel decennio successivo è direttore musicale del gruppo teatrale "Os Cómicos". Dal 1975 inizia a collaborare con diversi musicisti di musica improvvisata. Ha anche una produzione discografica a suo nome. Manuela è un progetto che ha realizzato con Rudiger Carl e Hans Reichel.

## Discografia parziale[2]
- Andrea Centazzo Mitteleuropa Orchestra Doctor Faustus - Carlos Zingaro, Gianluigi Trovesi, Theo Jörgensmann, Albert Mangelsdorff, Enrico Rava, Carlo Actis Dato
- The Space Between Carlos Zíngaro, Rodrigo Amado, Ken Filiano for Clean Feed Label
- Madly You Carlos Zíngaro, Daunik Lazro, Joelle Leandre, Paul Lovens
- "Beauvais Cathedral" Emanem 4061.Kent Carter.
- "La contra basse" Le chant du monde.Kent Carter.
- "Sweet Zee" hat Art 2010.Daunik Lazro.
- "The Willisau suites" ITM Pacific 970077/Emanem 4105.Kent Carter String Trio.
- "Once" Incus CD 04.Company R. Teitelbaum, Lee Konitz, Derek Bailey, Steve Noble, Tristan Honsinger, etc.
- "Solo" in situ ADDA 590076.
- "Écritures" in situ 038. con Joélle Lèandre.
- "Café noir" GRRR 2019. Trio Pied de Poule.
- "Pour garder l'adn en état 110" GRRR 2020. com Un Drame Musical Instantané.
- "Musiques de scène" BBB001CD.
- "L'Histoire de Mme. Tasco" Hat art 6122.Canvas Trio J. Lèandre, Rudiger Carl
- "The arrow of time" Ano Kato Record 2005. Floros Floridis
- "Periferia" in situ 164. con Daunik Lazro, J. Bolcato, Sakis Papadimitriou.
- "Sound on stage part 1" Musicworks 58. con Joelle Lèandre.
- "Hallelujah, anyway: remembering Tom Cora" Tzadik TZ 760s. Tom Cora/Leo Smith/Richard Teitelbaum/Carlos Zingaro
- "Lisboa! a soundscape portrait" ZP9401.
- "Cyberband" Moers Music 03000 CD.Richard Teitelbaum. Fred Frith, George Lewis, Otomo Yoshihide, Tom Cora, etc.
- "Golem" Tzadik 7105.Richard Teitelbaum. Shelley Hirsch, David Moss, George Lewis
- "Hauts plateaux" Potlatch P 498.Duo com Daunik Lazro.
- "Cuts" FMP CD 94. com Peter Kowald and Ort Ensemble.
- "Moments" Music and Arts CD-999.Canvas Trio.
- "Western Front" Vancouver 1996 hatOLOGY 513.Duo com Peggy Lee.
- "Pifarely/Zingaro" in situ 167.Duo con Dominique Pifarély; part of 3CD box.
- "Release From Tension" audEo 0197.
- "Cenas de uma Tarde de Verão" Teatro Nacional D.Maria II TNDM II 001CD.
- "Blood pool" AnAnAnA HHH 001.Track on compilation CD.
- ">11>ways>to>proceed" For 4 Ears CD1035.Burgener/Teitelbaum/Müller/Zingaro.
- "Joëlle Léandre Project", Leo LR CD287.Richard Teitelbaum, Daunik Lazro, Paul Lovens, Marilyn Crispell
- "The chicken check in complex" Leo LR CD340.Zingaro/Léandre/Tramontana.
- "Total Music Meeting 2001: Audiology - 11 groups live in Berlin" A/L/L002.On two tracks on this compilation CD.
- "25th NWM, Ninth World Music NWM0 25" CD.One track on compilation CD.
- "Cage of sand" sirr.ecords sirr 2997.Solo violin and electronics.
- "Music for strings, percussion & electronics" BF59.ZFP Quartet.Simon Fell, Marcio Mattos, Mark Sanders
- "Grammar" Rossbin RS 019.Punctual Trio. Fred Lomberg-Holm, Lou Malozzi
- "At the Le Mans Jazz Festival" Leo LR CD458/459. Joëlle Léandre, Paul Lovens, Sebi Tramontana